# 213629 Binford
213629 Binford è un asteroide della fascia principale. Scoperto nel 2002, presenta un'orbita caratterizzata da un semiasse maggiore pari a 2,5441986 UA e da un'eccentricità di 0,0670570, inclinata di 2,96498° rispetto all'eclittica.
L'asteroide è dedicato all'archeologo statunitense Lewis R. Binford.